# Abu al-Abbás al-Mursi
Abu al-Abbás al-Mursi (Murcia, 1219 – Alejandría, Egipto, 1287) fue un maestro sufí. Su influencia en esta corriente islámica ha sido muy relevante a pesar de no dejar textos escritos. La mezquita más importante de Alejandría, construida en 1775, lleva su nombre.

## Infancia y juventud
Abu al-Abbás al-Mursi, en árabe: أبو العباس المرسي, y de nombre completo Sheikh Shehab El Din Abu El Abbas Ahmed Ibn Umar Ibn Mohamed Al Ansary El Mursi, nace en Murcia en el seno de una rica familia de comerciantes. Crece en un ambiente intelectual dominado por el sufismo. En su juventud conoce el pensamiento de Ibn Arabi y otros sufíes. Al aumentar el conflicto entre musulmanes y cristianos, abandona Murcia en 1242 junto a su padre y su hermano.

## Su vida en Alejandría
Al llegar a Túnez conoce a su verdadero maestro, el sufí Abu ul-Hasan al-Shadhili y decide acompañarle en su viaje a Alejandría. En esta ciudad se estaban estableciendo muchos intelectuales y estudiantes españoles desplazados por la extensión del territorio cristiano en la península. Se casó con la hija de su maestro teniendo dos hijas y un hijo. Hasta su muerte estuvo ejerciendo de maestro conociéndosele por el sobrenombre de Sihabaddin.
Su pensamiento se conoce a través de sus discípulos ya que no dejó ningún escrito conocido. Recogió influencias de la escuela andalusí y magrebí, con maestros como Ben al Arif o Abu Madyan, y de la escuela oriental, Abd al-Qadir al-Yilani o al-Yunayd. Sus planteamientos proponen la duda platónica de los sentidos. Su método sufista utiliza la sobriedad, la austeridad, el recogimiento, la soledad, la introspección y el silencio. Un importante seguidor fue Ahmad Ibn Ata'Illah.
Murió en 1287 y sus restos descansan en la mezquita más importante de Alejandría, que lleva su nombre.